# حاج رجب
حاج رجب هي قرية في مقاطعة كاشمر، إيران. عدد سكان هذه القرية هو 135 في سنة 2006.